# Serie A1 1986-1987 (pallacanestro maschile)
Il campionato di Serie A1 di pallacanestro maschile 1986-1987 è stata la sessantacinquesima edizione del massimo campionato italiano di pallacanestro maschile. Si è concluso con la vittoria dell'Olimpia Milano, al suo ventitreesimo titolo, terzo consecutivo.
Miglior marcatore della stagione regolare è stato Dražen Dalipagić con 1 083 punti, con una media di 36,1 punti a gara.

## Squadre partecipanti
| Club                  | Stagione | Città         | Stadio                                     | Stagione precedente     |
| --------------------- | -------- | ------------- | ------------------------------------------ | ----------------------- |
| Fortitudo Bologna     | ...      | Bologna       | PalaDozza                                  | 2ª in Serie A2          |
| Virtus Bologna        | dettagli | Bologna       | PalaDozza                                  | 7ª in Serie A           |
| Basket Brescia        | ...      | Brescia       | PalaEib                                    | 12ª in Serie A          |
| Pall. Cantù           | dettagli | Cantù         | Palasport Pianella                         | 2ª in Serie A           |
| Juvecaserta           | ...      | Caserta       | PalaMaggiò                                 | 3ª in Serie A           |
| Libertas Livorno 1947 | dettagli | Livorno       | ...                                        | 7ª in Serie A           |
| Pielle Livorno        | dettagli | Livorno       | PalaMacchia                                | 11ª in Serie A          |
| Olimpia Milano        | dettagli | Milano        | Palalido                                   | 1ª in Serie A, Campione |
| V.L. Pesaro           | ...      | Pesaro        | ...                                        | 5ª in Serie A           |
| Pall. Reggiana        | ...      | Reggio Emilia | PalaBigi                                   | 9ª in Serie A           |
| Basket Rimini         | dettagli | Rimini        | Palasport Flaminio                         | 8ª in Serie A           |
| Virtus Roma           | dettagli | Roma          | Palazzo dello Sport                        | 10ª in Serie A          |
| Auxilium Torino       | dettagli | Torino        | PalaRuffini                                | 4ª in Serie A           |
| Amici Pall. Udinese   | ...      | Udine         | PalaCarnera                                | 4ª in Serie A2          |
| Pall. Varese          | dettagli | Varese        | Palasport Lino Oldrini                     | 6ª in Serie A           |
| Reyer Venezia         | dettagli | Venezia       | Palazzetto dello sport Giobatta Gianquinto | 3ª in Serie A2          |

## Stagione regolare

### Classifica
|  | Pos. | Squadra                       | Pt | G  | V  | P  | PtF  | PtS  |
|  | ---- | ----------------------------- | -- | -- | -- | -- | ---- | ---- |
|  | 1.   | Divarese Varese               | 44 | 30 | 22 | 8  | 2649 | 2481 |
|  | 2.   | Arexons Cantù                 | 42 | 30 | 21 | 9  | 2754 | 2658 |
|  | 3.   | Dietor Bologna                | 40 | 30 | 20 | 10 | 2848 | 2650 |
|  | 4.   | Tracer Milano                 | 40 | 30 | 20 | 10 | 2804 | 2739 |
|  | 5.   | Scavolini Pesaro              | 40 | 30 | 20 | 10 | 2801 | 2722 |
|  | 6.   | Mobilgirgi Caserta            | 34 | 30 | 17 | 13 | 2851 | 2745 |
|  | 7.   | Boston Livorno                | 32 | 30 | 16 | 14 | 2776 | 2590 |
|  | 8.   | Banco Roma                    | 30 | 30 | 15 | 15 | 2789 | 2849 |
|  | 9.   | Giomo Venezia                 | 28 | 30 | 14 | 16 | 2762 | 2810 |
|  | 10.  | Allibert Livorno              | 28 | 30 | 14 | 16 | 2493 | 2630 |
|  | 11.  | Berloni Torino                | 28 | 30 | 14 | 16 | 2442 | 2466 |
|  | 12.  | Yoga Bologna                  | 24 | 30 | 12 | 18 | 2481 | 2557 |
|  | 13.  | Cantine Riunite Reggio Emilia | 22 | 30 | 11 | 19 | 2547 | 2591 |
|  | 14.  | Ocean Brescia                 | 22 | 30 | 11 | 19 | 2633 | 2746 |
|  | 15.  | Fantoni Udine                 | 18 | 30 | 9  | 21 | 2897 | 3035 |
|  | 16.  | Hamby Rimini                  | 8  | 30 | 4  | 26 | 2472 | 2730 |

Legenda:

        Campionessa d'Italia.
      Partecipante ai Play-off.
      Partecipante ai play-out.
      Retrocesse in Serie A2.
 Retrocessa in Serie A2 1987-1988.
 Vincitrice Coppa Italia

### Tabellone
|                               | LIP    | CNT     | RMV     | TOR   | LIL     | REG    | BOV     | VAR    | UDI     | VEN     | RMN     | CAS    | BSR    | PSE     | MIO     | BOF     |
| ----------------------------- | ------ | ------- | ------- | ----- | ------- | ------ | ------- | ------ | ------- | ------- | ------- | ------ | ------ | ------- | ------- | ------- |
| Allibert Livorno              |        | 94–103  | 100–90  | 76–59 | 67–93   | 81–66  | 76–65   | 65–79  | 103–87  | 95–87   | 73–68   | 82–80  | 95–84  | 87–74   | 89–94   | 83–82   |
| Arexons Cantù                 | 88–75  |         | 98–104  | 88–81 | 95–82   | 81–76  | 101–90  | 82–103 | 107–106 | 96–93   | 91–72   | 97–82  | 94–84  | 83–84   | 101–91  | 73–77   |
| Banco Roma                    | 100–88 | 86–89   |         | 84–81 | 97–108  | 95–86  | 82–81   | 83–82  | 107–92  | 105–102 | 91–72   | 105–98 | 95–86  | 101–104 | 97–104  | 77–83   |
| Berloni Torino                | 70–65  | 69–71   | 94–86   |       | 80–76   | 73–77  | 79–84   | 64–69  | 105–104 | 68–67   | 88–69   | 77–76  | 78–81  | 98–99   | 91–84   | 88–85   |
| Boston Livorno                | 119–80 | 81–98   | 89–93   | 95–83 |         | 113–88 | 100–87  | 75–79  | 92–72   | 107–65  | 111–83  | 110–80 | 86–78  | 92–73   | 101–98  | 94–72   |
| Cantine Riunite Reggio Emilia | 76–80  | 83–72   | 72–78   | 77–84 | 81–88   |        | 94–101  | 102–83 | 93–80   | 98–88   | 81–77   | 86–83  | 104–81 | 86–87   | 104–105 | 83–80   |
| Dietor Bologna                | 112–87 | 99–80   | 98–80   | 92–83 | 101–90  | 97–84  |         | 86–85  | 89–86   | 105–72  | 100–80  | 118–80 | 85–86  | 117–109 | 105–80  | 82–83   |
| Divarese Varese               | 80–77  | 93–85   | 112–103 | 92–87 | 77–69   | 80–76  | 111–92  |        | 107–85  | 102–81  | 85–77   | 91–86  | 101–84 | 88–84   | 95–78   | 98–74   |
| Fantoni Udine                 | 79–94  | 109–126 | 105–119 | 79–86 | 129–119 | 99–97  | 104–111 | 95–88  |         | 94–99   | 105–78  | 99–98  | 110–93 | 95–88   | 102–103 | 103–94  |
| Giomo Venezia                 | 110–90 | 76–90   | 101–91  | 91–84 | 107–99  | 87–76  | 107–102 | 86–79  | 115–106 |         | 106–91  | 85–88  | 102–86 | 96–87   | 91–94   | 102–103 |
| Hamby Rimini                  | 101–89 | 110–114 | 98–96   | 82–91 | 82–92   | 75–81  | 80–83   | 80–82  | 104–109 | 102–100 |         | 81–104 | 80–89  | 72–86   | 77–82   | 80–67   |
| Mobilgirgi Caserta            | 105–79 | 86–98   | 119–94  | 87–82 | 98–94   | 103–91 | 100–80  | 95–83  | 110–99  | 101–85  | 115–103 |        | 97–82  | 113–100 | 116–96  | 113–70  |
| Ocean Brescia                 | 104–79 | 89–94   | 86–88   | 87–81 | 93–71   | 84–92  | 92–104  | 85–100 | 94–87   | 87–97   | 82–80   | 106–95 |        | 81–91   | 92–87   | 101–96  |
| Scavolini Pesaro              | 112–87 | 109–102 | 114–92  | 82–74 | 102–101 | 80–78  | 81–94   | 83–92  | 106–87  | 116–102 | 79–76   | 101–74 | 87–81  |         | 113–102 | 98–85   |
| Tracer Milano                 | 96–83  | 95–75   | 98–92   | 94–96 | 64–62   | 88–85  | 93–80   | 85–67  | 109–94  | 89–81   | 89–75   | 98–96  | 118–97 | 110–93  |         | 94–88   |
| Yoga Bologna                  | 94–74  | 79–82   | 109–78  | 67–68 | 88–68   | 88–74  | 85–108  | 77–66  | 101–96  | 79–81   | 69–67   | 73–83  | 82–78  | 76–79   | 102–86  |         |

## Post Season

### Play-off
| Ottavi di finale | Ottavi di finale          | Ottavi di finale | Ottavi di finale | Ottavi di finale |  |  | Quarti di finale | Quarti di finale | Quarti di finale | Quarti di finale | Quarti di finale |  |  | Semifinali | Semifinali     | Semifinali | Semifinali | Semifinali |  |  | Finale | Finale         | Finale | Finale | Finale | Finale | Finale |
|                  |                           |                  |                  |                  |  |  |                  |                  |                  |                  |                  |  |  |            |                |            |            |            |  |  |        |                |        |        |        |        |        |
| 2                | Pall. Cantù               |                  |                  |                  |  |  |                  |                  |                  |                  |                  |  |  |            |                |            |            |            |  |  |        |                |        |        |        |        |        |
|                  | non conosciuta (bandiera) |                  |                  |                  |  |  |                  | Pall. Cantù      | 80               | 97               |                  |  |  |            |                |            |            |            |  |  |        |                |        |        |        |        |        |
| 10               | Pielle Livorno            | 82               | 66               | 81               |  |  | Pielle Livorno   | 77               | 92               |                  |                  |  |  |            |                |            |            |            |  |  |        |                |        |        |        |        |        |
| 1A2              | Pall. Treviso             | 75               | 92               | 71               |  |  |                  |                  |                  |                  |                  |  |  |            | Pall. Cantù    | 107        | 88         |            |  |  |        |                |        |        |        |        |        |
| 3                | Virtus Bologna            |                  |                  |                  |  |  |                  |                  |                  |                  |                  |  |  |            | Juvecaserta    | 111        | 101        |            |  |  |        |                |        |        |        |        |        |
|                  | non conosciuta (bandiera) |                  |                  |                  |  |  |                  | Virtus Bologna   | 78               | 97               |                  |  |  |            |                |            |            |            |  |  |        |                |        |        |        |        |        |
| 6                | Juvecaserta               | 110              | 94               |                  |  |  | Juvecaserta      | 90               | 101              |                  |                  |  |  |            |                |            |            |            |  |  |        |                |        |        |        |        |        |
| 7                | Libertas Livorno 1947     | 93               | 91               |                  |  |  |                  |                  |                  |                  |                  |  |  |            |                |            |            |            |  |  |        | Juvecaserta    | 85     | 90     | 82     |        |        |
| 4                | Olimpia Milano            |                  |                  |                  |  |  |                  |                  |                  |                  |                  |  |  |            |                |            |            |            |  |  |        | Olimpia Milano | 90     | 99     | 84     |        |        |
|                  | non conosciuta (bandiera) |                  |                  |                  |  |  |                  | Olimpia Milano   | 94               | 92               | 98               |  |  |            |                |            |            |            |  |  |        |                |        |        |        |        |        |
| 5                | V.L. Pesaro               | 107              | 94               | 74               |  |  | V.L. Pesaro      | 88               | 101              | 85               |                  |  |  |            |                |            |            |            |  |  |        |                |        |        |        |        |        |
| 8                | Virtus Roma               | 95               | 102              | 72               |  |  |                  |                  |                  |                  |                  |  |  |            | Olimpia Milano | 95         | 78         |            |  |  |        |                |        |        |        |        |        |
| 1                | Pall. Varese              |                  |                  |                  |  |  |                  |                  |                  |                  |                  |  |  |            | Pall. Varese   | 75         | 71         |            |  |  |        |                |        |        |        |        |        |
|                  | non conosciuta (bandiera) |                  |                  |                  |  |  |                  | Pall. Varese     | 117              | 101              |                  |  |  |            |                |            |            |            |  |  |        |                |        |        |        |        |        |
| 9                | Reyer Venezia             | 111              | 90               | 99               |  |  | Pall. Firenze    | 80               | 82               |                  |                  |  |  |            |                |            |            |            |  |  |        |                |        |        |        |        |        |
| 2A2              | Pall. Firenze             | 105              | 111              | 102              |  |  |                  |                  |                  |                  |                  |  |  |            |                |            |            |            |  |  |        |                |        |        |        |        |        |

### Play-out
Due gironi da 6 squadre che si incontrano in partite di andata e ritorno. Vi partecipano le classificate dall'11º al 14º posto di serie A1, e le classificate dal 3º al 10º posto di A2. Le prime 2 classificate di ogni girone giocheranno la stagione 1987-88 in serie A1, le altre in serie A2.

#### Girone verde
Nessuna squadra del Girone verde viene promossa o retrocessa.

##### Classifica
|  | Pos. | Squadra             | Pt | G  | V | P | PtF | PtS |
|  | ---- | ------------------- | -- | -- | - | - | --- | --- |
|  | 1.   | Berloni Torino      | 16 | 10 | 8 | 2 | 905 | 838 |
|  | 2.   | Ocean Brescia       | 10 | 10 | 5 | 5 | 870 | 872 |
|  | 3.   | Alno Fabriano       | 10 | 10 | 5 | 5 | 841 | 855 |
|  | 4.   | Annabella Pavia     | 10 | 10 | 5 | 5 | 871 | 849 |
|  | 5.   | Pepper Mestre       | 10 | 10 | 5 | 5 | 825 | 817 |
|  | 6.   | Spondilatte Cremona | 4  | 10 | 2 | 8 | 808 | 889 |

Legenda:

      Promossa in Serie A1 1987-1988.
 Rimanente in Serie A1 1987-1988 e Serie A2 1987-1988.

##### Risultati
Risultati playout girone verde Archiviato il 10 novembre 2014 in Internet Archive.
| andata (1ª) | andata (1ª)                       | 1ª giornata                   | ritorno (6ª) | ritorno (6ª) |
|             |                                   |                               |              |              |
|             | 83-82                             | Ocean Brescia-Annabella Pavia | 86-88        |              |
| 80-83       | Spondilatte Cremona-Pepper Mestre | 62-67                         |              |              |
| 85-83       | Alno Fabriano-Berloni Torino      | 89-99                         |              |              |

| andata (2ª) | andata (2ª)                        | 2ª giornata                 | ritorno (7ª) | ritorno (7ª) |
|             |                                    |                             |              |              |
|             | 90-93                              | Pepper Mestre-Ocean Brescia | 89-96        |              |
| 83-86       | Annabella Pavia-Alno Fabriano      | 79-81                       |              |              |
| 102-79      | Berloni Torino-Spondilatte Cremona | 94-80                       |              |              |

| andata (1ª) | andata (1ª)                       | 1ª giornata                   | ritorno (6ª) | ritorno (6ª) |
|             |                                   |                               |              |              |
|             | 83-82                             | Ocean Brescia-Annabella Pavia | 86-88        |              |
| 80-83       | Spondilatte Cremona-Pepper Mestre | 62-67                         |              |              |
| 85-83       | Alno Fabriano-Berloni Torino      | 89-99                         |              |              |

| andata (2ª) | andata (2ª)                        | 2ª giornata                 | ritorno (7ª) | ritorno (7ª) |
|             |                                    |                             |              |              |
|             | 90-93                              | Pepper Mestre-Ocean Brescia | 89-96        |              |
| 83-86       | Annabella Pavia-Alno Fabriano      | 79-81                       |              |              |
| 102-79      | Berloni Torino-Spondilatte Cremona | 94-80                       |              |              |

| andata (3ª) | andata (3ª)                    | 3ª giornata                       | ritorno (8ª) | ritorno (8ª) |
|             |                                |                                   |              |              |
|             | 101-91                         | Ocean Brescia-Spondilatte Cremona | 84-87        |              |
| 81-83       | Alno Fabriano-Pepper Mestre    | 79-90                             |              |              |
| 83-92       | Annabella Pavia-Berloni Torino | 99-103                            |              |              |

| andata (4ª) | andata (4ª)                       | 4ª giornata                  | ritorno (9ª) | ritorno (9ª) |
|             |                                   |                              |              |              |
|             | 69-77                             | Ocean Brescia-Berloni Torino | 86-96        |              |
| 93-78       | Spondilatte Cremona-Alno Fabriano | 73-90                        |              |              |
| 75-82       | Pepper Mestre-Annabella Pavia     | 80-85                        |              |              |

| andata (3ª) | andata (3ª)                    | 3ª giornata                       | ritorno (8ª) | ritorno (8ª) |
|             |                                |                                   |              |              |
|             | 101-91                         | Ocean Brescia-Spondilatte Cremona | 84-87        |              |
| 81-83       | Alno Fabriano-Pepper Mestre    | 79-90                             |              |              |
| 83-92       | Annabella Pavia-Berloni Torino | 99-103                            |              |              |

| andata (4ª) | andata (4ª)                       | 4ª giornata                  | ritorno (9ª) | ritorno (9ª) |
|             |                                   |                              |              |              |
|             | 69-77                             | Ocean Brescia-Berloni Torino | 86-96        |              |
| 93-78       | Spondilatte Cremona-Alno Fabriano | 73-90                        |              |              |
| 75-82       | Pepper Mestre-Annabella Pavia     | 80-85                        |              |              |

| andata (5ª) | andata (5ª)                         | 5ª giornata                 | ritorno (10ª) | ritorno (10ª) |
|             |                                     |                             |               |               |
|             | 89-85                               | Alno Fabriano-Ocean Brescia | 83-87         |               |
| 102-81      | Annabella Pavia-Spondilatte Cremona | 88-82                       |               |               |
| 91-76       | Berloni Torino-Pepper Mestre        | 68-92                       |               |               |

| andata (5ª) | andata (5ª)                         | 5ª giornata                 | ritorno (10ª) | ritorno (10ª) |
|             |                                     |                             |               |               |
|             | 89-85                               | Alno Fabriano-Ocean Brescia | 83-87         |               |
| 102-81      | Annabella Pavia-Spondilatte Cremona | 88-82                       |               |               |
| 91-76       | Berloni Torino-Pepper Mestre        | 68-92                       |               |               |

#### Girone giallo
Nel Girone giallo Filanto Desio e Alfasprint Napoli sono promosse in serie A1, mentre Cantine Riunite Reggio Emilia e Yoga Bologna retrocedono in serie A2.

##### Classifica
|  | Pos. | Squadra                       | Pt | G  | V | P | PtF | PtS |
|  | ---- | ----------------------------- | -- | -- | - | - | --- | --- |
|  | 1.   | Alfasprint Napoli             | 14 | 10 | 7 | 3 | 894 | 874 |
|  | 2.   | Filanto Desio                 | 14 | 10 | 7 | 3 | 923 | 882 |
|  | 3.   | Yoga Bologna                  | 12 | 10 | 6 | 4 | 867 | 825 |
|  | 4.   | Cantine Riunite Reggio Emilia | 8  | 10 | 4 | 6 | 896 | 911 |
|  | 5.   | Standa Reggio Calabria        | 6  | 10 | 3 | 7 | 899 | 911 |
|  | 6.   | Jollycolombani Forlì          | 6  | 10 | 3 | 7 | 863 | 939 |

Legenda:

      Promossa in Serie A1 1987-1988.
 Rimanente in Serie A2 1987-1988.
 Promossa in Serie A1 1987-1988.
 Retrocessa in Serie A2 1987-1988.

##### Risultati
Risultati playout girone giallo Archiviato il 10 novembre 2014 in Internet Archive.
| andata (1ª) | andata (1ª)                                    | 1ª giornata                | ritorno (6ª) | ritorno (6ª) |
|             |                                                |                            |              |              |
|             | 74-75                                          | Yoga Bologna-Filanto Desio | 96-99        |              |
| 106-88      | Alfasprint Napoli- Jollycolombani Forlì        | 83-90                      |              |              |
| 74-83       | Standa Reggio Calabria-C.Riunite Reggio Emilia | 90-100                     |              |              |

| andata (2ª) | andata (2ª)                                 | 2ª giornata                     | ritorno (7ª) | ritorno (7ª) |
|             |                                             |                                 |              |              |
|             | 80-88                                       | Filanto Desio-Alfasprint Napoli | 83-87        |              |
| 98-91       | Jollycolombani Forlì-Standa Reggio Calabria | 81-93                           |              |              |
| 75-74       | C.Riunite Reggio Emilia-Yoga Bologna        | 91-114                          |              |              |

| andata (1ª) | andata (1ª)                                    | 1ª giornata                | ritorno (6ª) | ritorno (6ª) |
|             |                                                |                            |              |              |
|             | 74-75                                          | Yoga Bologna-Filanto Desio | 96-99        |              |
| 106-88      | Alfasprint Napoli- Jollycolombani Forlì        | 83-90                      |              |              |
| 74-83       | Standa Reggio Calabria-C.Riunite Reggio Emilia | 90-100                     |              |              |

| andata (2ª) | andata (2ª)                                 | 2ª giornata                     | ritorno (7ª) | ritorno (7ª) |
|             |                                             |                                 |              |              |
|             | 80-88                                       | Filanto Desio-Alfasprint Napoli | 83-87        |              |
| 98-91       | Jollycolombani Forlì-Standa Reggio Calabria | 81-93                           |              |              |
| 75-74       | C.Riunite Reggio Emilia-Yoga Bologna        | 91-114                          |              |              |

| andata (3ª) | andata (3ª)                              | 3ª giornata                       | ritorno (8ª) | ritorno (8ª) |
|             |                                          |                                   |              |              |
|             | 83-82                                    | Yoga Bologna-Jollycolombani Forlì | 75-82        |              |
| 96-80       | Standa Reggio Calabria-Alfasprint Napoli | 95-101                            |              |              |
| 85-92       | C.Riunite Reggio Emilia-Filanto Desio    | 84-105                            |              |              |

| andata (4ª) | andata (4ª)                                | 4ª giornata                        | ritorno (9ª) | ritorno (9ª) |
|             |                                            |                                    |              |              |
|             | 69-85                                      | Jollycolombani Forlì-Filanto Desio | 86-99        |              |
| 76-73       | Alfasprint Napoli- C.Riunite Reggio Emilia | 92-88                              |              |              |
| 62-74       | Standa Reggio Calabria-Yoga Bologna        | 85-89                              |              |              |

| andata (3ª) | andata (3ª)                              | 3ª giornata                       | ritorno (8ª) | ritorno (8ª) |
|             |                                          |                                   |              |              |
|             | 83-82                                    | Yoga Bologna-Jollycolombani Forlì | 75-82        |              |
| 96-80       | Standa Reggio Calabria-Alfasprint Napoli | 95-101                            |              |              |
| 85-92       | C.Riunite Reggio Emilia-Filanto Desio    | 84-105                            |              |              |

| andata (4ª) | andata (4ª)                                | 4ª giornata                        | ritorno (9ª) | ritorno (9ª) |
|             |                                            |                                    |              |              |
|             | 69-85                                      | Jollycolombani Forlì-Filanto Desio | 86-99        |              |
| 76-73       | Alfasprint Napoli- C.Riunite Reggio Emilia | 92-88                              |              |              |
| 62-74       | Standa Reggio Calabria-Yoga Bologna        | 85-89                              |              |              |

| andata (5ª) | andata (5ª)                                  | 5ª giornata                    | ritorno (10ª) | ritorno (10ª) |
|             |                                              |                                |               |               |
|             | 88-84                                        | Yoga Bologna-Alfasprint Napoli | 93-97         |               |
| 96-94       | Filanto Desio-Standa Reggio Calabria         | 109-119                        |               |               |
| 111-85      | C.Riunite Reggio Emilia-Jollycolombani Forlì | 106-109                        |               |               |

| andata (5ª) | andata (5ª)                                  | 5ª giornata                    | ritorno (10ª) | ritorno (10ª) |
|             |                                              |                                |               |               |
|             | 88-84                                        | Yoga Bologna-Alfasprint Napoli | 93-97         |               |
| 96-94       | Filanto Desio-Standa Reggio Calabria         | 109-119                        |               |               |
| 111-85      | C.Riunite Reggio Emilia-Jollycolombani Forlì | 106-109                        |               |               |

## Statistiche regular season

### Statistiche individuali
| Categoria        | Giocatore         | Squadra        | Media |
| ---------------- | ----------------- | -------------- | ----- |
| Punti            | Dražen Dalipagić  | Reyer Venezia  | 36.1  |
| Rimbalzi         | Dan Gay           | Pall. Cantù    | 14.5  |
| Palle recuperate | Rickey Brown      | Basket Brescia | 3.9   |
| Assist           | Piero Montecchi   | Pall. Reggiana | 3.7   |
| Stoppate         | Dan Gay           | Pall. Cantù    | 2.2   |
| % tiri liberi    | Dražen Dalipagić  | Reyer Venezia  | 88.4% |
| % tiro da due    | Ratko Radovanović | Reyer Venezia  | 66.0% |
| % tiro da tre    | Moris Masetti     | Reyer Venezia  | 48.1% |

Fonte:  Le classifiche del campionato italiano dal 1986 al 1990, su batsweb.org, www.batsweb.org.

## Verdetti

### Squadra campione

La Tracer festeggia il suo three-peat

- Campione d'Italia:  Tracer Milano (23º titolo)

| Maglia                                                             | Giocatori | Presenze (play-off) | Punti (play-off) |
| ------------------------------------------------------------------ | --------- | ------------------- | ---------------- |
| Olimpia Milano                                                     |           |                     |                  |
| Mike D'Antoni                                                      | ...       | ...                 |                  |
| Roberto Premier                                                    | ...       | ...                 |                  |
| Ken Barlow                                                         | ...       | ...                 |                  |
| Bob McAdoo                                                         | ...       | ...                 |                  |
| Dino Meneghin                                                      | ...       | ...                 |                  |
| Franco Boselli                                                     | ...       | ...                 |                  |
| Vittorio Gallinari                                                 | ...       | ...                 |                  |
| Fausto Bargna                                                      | ...       | ...                 |                  |
| Mario Governa                                                      | ...       | ...                 |                  |
| Riccardo Pittis                                                    | ...       | ...                 |                  |
| Fabrizio Ambrassa                                                  | ...       | ...                 |                  |
| Allenatore: Dan Peterson                                           |           |                     |                  |
| Altri giocatori: Michele Guardascione (presenze: ..., punti: ...). |           |                     |                  |

### Altri verdetti
- Retrocessioni: Fortitudo Pallacanestro Bologna, Pallacanestro Reggiana, Associazione Pallacanestro Udinese, Basket Rimini.
- Coppa Italia: Olimpia Milano